# Křenov (Dubá)
Křenov (německy Schönau) je malá vesnice a část města Dubá v okrese Česká Lípa. Nachází se asi 2,5 kilometru jihovýchodně od Dubé. Křenov leží v katastrálním území Nedamov o výměře 3,53 km².

## Historie
První písemná zmínka o vesnici pochází z roku 1594.

## Přírodní poměry
Asi 300 metrů jihovýchodně od vesnice leží přírodní památka Kamenný vrch u Křenova.

## Obyvatelstvo
Při sčítání lidu v roce 1921 ve vsi žilo 65 obyvatel (z toho 28 mužů) německé národnosti a římskokatolického vyznání. Podle sčítání lidu z roku 1930 měla vesnice 61 obyvatel s nezměněnou národnostní a náboženskou strukturou.